# Escritura zapoteca

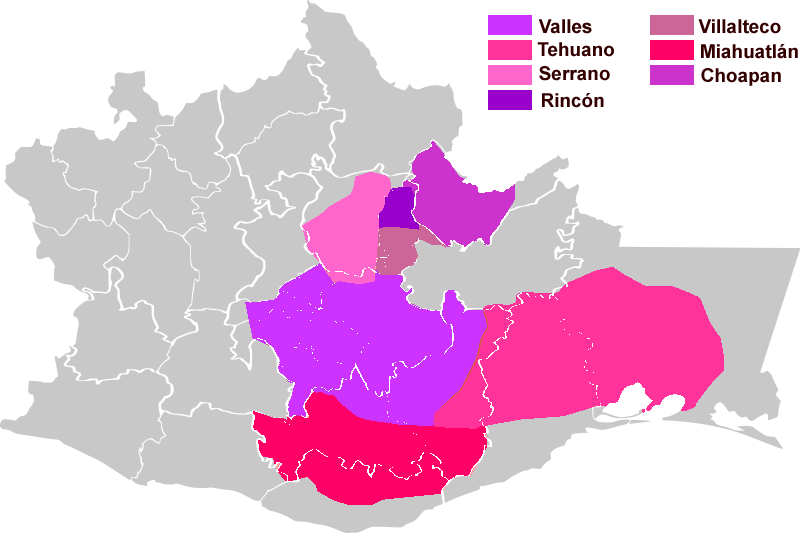
Distribución de las lenguas zapotecas modernas en el estado de Oaxaca (México).

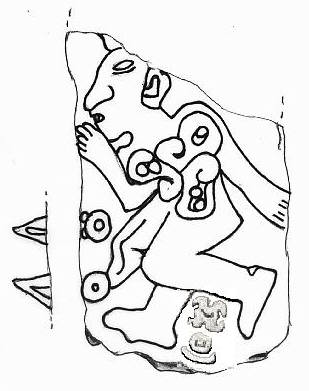
Monumento 3 de San José Mogote. Los dos símbolos esgrafiados entre las piernas del personaje representado indican su nombre: 1 Terremoto.

La escritura zapoteca comprende un conjunto inscripciones epigráficas encontradas en el estado de Oaxaca (México), generalmente breves, supuestamente escritas en zapoteco epigráfico (a veces llamado laxamente proto-zapoteco). La mayoría de ellas están datadas entre el 400 a. C. y el 900 d. C., si bien los primeros jeroglíficos mesoamericanos datan de entre el 650 y el 550 a. C., siendo textos muy sencillos hallados en el valle de Oaxaca.
Desde que los zapotecos empezaron grabar en piedra sus textos glíficos y pictográficos, la escritura estaba relacionada con el poder del Estado y con los señores que lo regían. Cuando Monte Albán, el centro político zapoteco del período Clásico, controlaba el Valle de Oaxaca y algunas otras regiones, sus señores erigían grandes “programas” de textos elogiando sus conquistas y el sacrificio de los señores conquistados.
Los zapotecas desarrollaron un calendario y un sistema logo-fonético de escritura que utilizaba un carácter individual para representar cada sílaba de su lengua. Actualmente existen 15 lenguas zapotecas diferentes, la mayor parte de ellas en peligro de desuso, por lo que en el período clásico pudo ya haber existido una cierta diferenciación y no habría una lengua zapoteca unificada. El sistema de escritura zapoteca está relacionado con los sistemas desarrollados por los olmecas, los mayas, las mixtecas y los aztecas.

## Investigaciones
La inscripción más antigua, que muestra el dibujo esquemático de una persona acompañado de unos pocos glifos, fue encontrada San José Mogote en 1975 por Kent Flannery y Joyce Marcus. Los signos están relacionados con los 260 días del calendario mesoamericano. Se considera la base que dio lugar a las lenguas zapotecas modernas.